# 伊藤琉偉
伊藤琉偉（日語：伊藤 琉偉／いとう りゅうい，2002年9月11日—）是一名出生於日本群馬縣高崎市的職業棒球選手，效力於日本職棒東京養樂多燕子，主要守備位置為內野手。

## 個人情報

### 背號
- 67（2024年－）

## 外部連結
- 伊藤琉偉在日本職棒（英语）